# Уральские авиалинии
Ура́льские авиали́нии — российская пассажирская авиакомпания, занимающаяся регулярными и чартерными внутренними и международными перевозками. Штаб-квартира авиакомпании расположена в Екатеринбурге.
Парк воздушных судов авиакомпании «Уральские Авиалинии» состоит из самолётов семейства А320 концерна Airbus. У компании есть хабы в екатеринбургском аэропорту «Кольцово» и московском аэропорту «Домодедово», а также центры технического обслуживания судов в аэропортах «Кольцово» (Екатеринбург), «Домодедово» (Москва), «Пулково» (Санкт-Петербург). Авиакомпания работает и с аэропортом «Жуковский».
Авиакомпания «Уральские авиалинии» не входит в авиационные альянсы, однако имеет более 50 интерлайн-соглашений с российскими и зарубежными авиакомпаниями, в их числе Czech Airlines (Чехия), Emirates (ОАЭ), Air China (Китай) и другими. Компания также осуществляет полёты на условиях пятой свободы воздушного пространства в Китай и Таиланд.
«Уральские авиалинии» стали членом Клиринговой Палаты ИАТА (IATA Clearing House, ICH), а также участником Многостороннего Интерлайн-соглашения (MITA). Авиакомпания имеет бонусную программу для часто летающих пассажиров «Крылья» (для юридических лиц — «Корпоративный клиент»), издаёт полноцветный бортовой журнал UAM (Ural Airlines Magazine).
По итогам 2018 года услугами авиакомпании воспользовались более 9 млн пассажиров. Компания входит в пятёрку крупнейших пассажирских авиаперевозчиков России.

## История
Свердловский объединённый авиаотряд, включавший в себя свердловский аэропорт «Кольцово» и отряд базирующихся там самолётов «Аэрофлота», был образован 10 июля 1943 года на основании приказа начальника Свердловского Аэропорта Воздушной Магистрали Москва-Уэлькаль полковника Белов «О перебазировании Аэропорта Свердловск в Аэропорт Кольцово».
Первым подразделением Гражданского воздушного флота и организатором лётной службы в Кольцово стал 3-й авиационно-транспортный отряд, прибывший 28 августа 1943 года. Авиапарк отряда включал четыре самолёта ЛИ-2, два транспортных Си-47 и два Ю-52. В годы войны отряд в основном занимался оказанием помощи войскам Красной Армии в снабжении оружием и горючим, выбрасывал десант, доставлял грузы и лишь после её окончания полностью приступил к гражданским перевозкам.
В июле 1945 года экипажи 3-го авиационно-транспортного отряда выполнили первые рейсы на самолётах ЛИ-2 в Москву, Минеральные Воды с промежуточными посадками в Казани, Уфе, Куйбышеве, Саратове, Сталинграде.
Первыми командирами авиаотряда были Н. Г. Порфиров, С. П. Иутин, Ф. Я. Дорогобузов и Селивончик.
В связи с ростом перевозок в аэропорту Кольцово в 1948 году дополнительно организуется 17-й авиационно-транспортный отряд, оснащённый самолетами ЛИ-2. Командирами отряда были Бузовир, В. И. Дыдыкин, Р. И. Барабохин, М. П. Павлов и Герой Советского Союза и Югославии гвардии подполковник А. С. Шорников.
1 сентября 1952 года лётная служба аэропорта Кольцово была реорганизована, и в результате объединения 3-го и 17-го авиаотрядов был образован 120-й авиационный отряд. В разные годы отрядом командовали майор Л. М. Броверман, М. П. Павлов, Н. В. Борисов. Экипажи отряда летали на самолётах ЛИ-2 по воздушным трассам всего Советского Союза, а в зимний период часть экипажей откомандировывалась в Салехард для выполнения полётов по перевозке грузов в районах севера Западной Сибири. В 1956 году 120-м авиаотрядом началось освоение самолёта для авиалиний малой и средней протяжённости Ил-12. В конце 1950-х годов в 120-й авиаотряд поступил новый самолёт Ил-18.
1 января 1963 года в результате структурных преобразований в Кольцово появилось единое авиапредприятие — Свердловский объединённый авиаотряд Уральского управления гражданской авиации. Командиром авиапредприятия стал Пётр Петрович Збыковский. Позже в 1960-х гг. лётную службу Свердловского авиаотряда преобразовали в два авиаотряда — 120-й и 318-й. В 120-м отряде летали на Ил-18, а в 318-м — на Ан-12 и на недавно освоенном в авиаотряде Ан-24.
В 1970 году Свердловский авиаотряд начал освоение и эксплуатацию самолёта Як-40. В 1974 году в авиаотряд поступил самолёт Ту-154.
В 1991 году Свердловский объедённый авиаотряд был преобразован в Первое Свердловское государственное авиапредприятие.
28 декабря 1993 года в итоге разделения и приватизации Первого Свердловского авиационного предприятия созданы два акционерных общества: АООТ (ныне ПАО) «Аэропорт Кольцово» и АООТ авиакомпания «Уральские авиалинии». Бессменным руководителем компании стал Сергей Скуратов, владеющий 90,48 % акций компании.

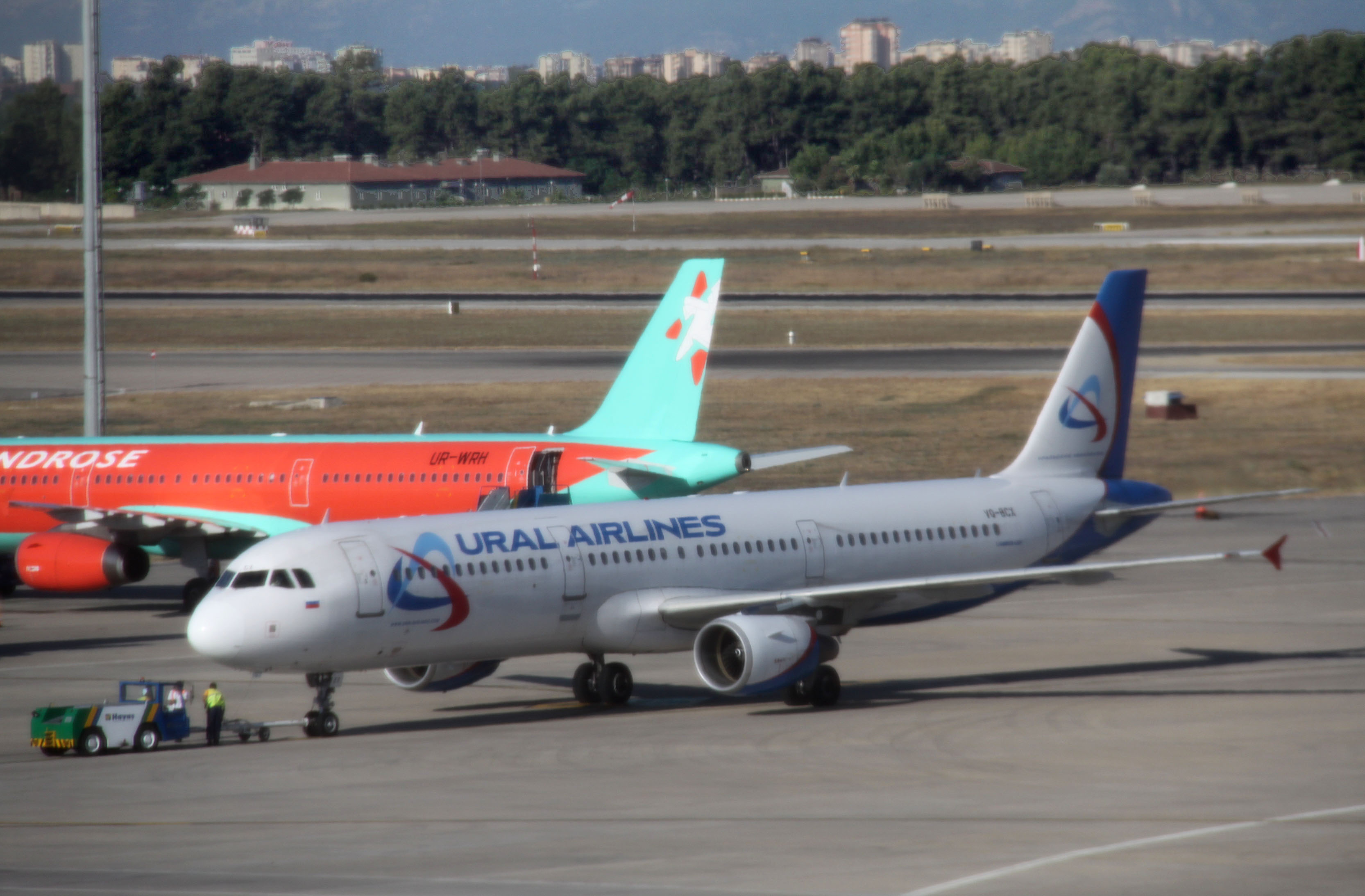
Самолёт «Уральских авиалиний» в аэропорту Антальи

Первый миллионный пассажир был перевезён авиакомпанией в 2006 году. По итогам 2016 года услугами авиакомпании воспользовались 6,4 миллионов пассажиров.
Изначально авиакомпания эксплуатировала самолёты советского производства. С 2006 года работала программа обновления авиапарка, в рамках которой советские самолёты были постепенно выведены из эксплуатации. В 2017 году авиакомпания эксплуатировала однотипные узкофюзеляжные самолёты семейства А320 концерна Airbus. Одновременно с изменением парка воздушных судов авиакомпания начала процесс ребрендинга, в ходе которого был создан новый логотип компании и дизайн ливреи.
В сентябре 2015 года компания включена в санкционный список Украины. Санкции предусматривают блокировку активов и приостановление выполнения экономических и финансовых обязательств, а также «ограничение, частичное или полное прекращение транзита ресурсов, полётов и перевозок через территорию Украины».
В 2016 году авиакомпания стала лидером среди российских авиаперевозчиков по интенсивности эксплуатации узкофюзеляжных самолётов семейства A320: в сутки машины перевозчика проводили в воздухе в среднем по 11,49 часов. По результатам 2016 года чистая прибыль авиакомпании увеличилась в 9,4 раза по сравнению с 2015 годом и составила 2,692 млрд руб. Выручка предприятия за вычетом налога на добавленную стоимость и акцизов в 2016 году составила 57,321 млрд руб., увеличившись на 30,7 %.
В 2023 году компания выкупила из лизинга у ирландского AerCap 19 самолетов. Это позволило «Уральским авиалиниям» расширить полетную программу за рубеж.

### Руководство
- Збыковский Пётр Петрович (1963—1974)
- Борисов Геннадий Григорьевич (1974—1978)
- Липаев Георгий Яковлевич (1978—1982)
- Кореневский Ю. И. (1982—1987)
- Сергей Николаевич Скуратов (1987 — 2024)[15]
- Кирилл Сергеевич Скуратов (2024 —  н.в.)[16]

## Авиационно-техническая база

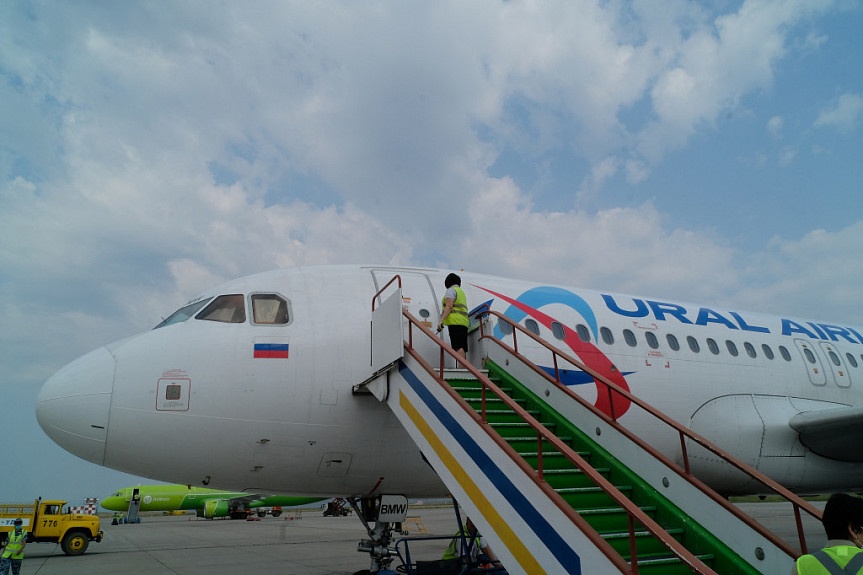
Самолет «Уральских авиалиний» с туристами в аэропорту Улан-Удэ

Авиакомпания «Уральские авиалинии» 26 июня 2012 года открыла собственный тренажёрный центр подготовки пилотов самолётов семейства Airbus 320. Тренажёр-симулятор был изготовлен специально для «Уральских авиалиний» нидерландской компанией «Sim Industries» (подразделение «Lockheed Martin»). Стоимость оборудования составила 7,5 млн евро. Тренажёрный центр «Уральских авиалиний» получил сертификат категории «Level-D» (позволяет обучать пилотов без использования реальных самолётов). Комплектация симулятора соответствует серии самолётов Airbus A320, для симулирования доступны 30 аэропортов.
В мае 2014 года авиакомпания закончила строительство ангарного комплекса для обслуживания широкофюзеляжных лайнеров (Airbus A330, Boeing 767 и др.) в аэропорту «Кольцово». В крытом ангаре может разместиться либо 4 самолёта типа А320, либо два самолёта А321 и один широкофюзеляжный А330. Техническая база авиакомпании позволила выполнять сложные виды технического обслуживания, например, замену двигателей.

## Награды
Авиакомпания «Уральские авиалинии» получала отраслевую национальную премию «Крылья России» в различных номинациях. По итогам 2016 года компания была признана победителем в номинации «Внутренние авиаперевозки в группе 1» (объём перевозок ВВЛ свыше 3,0 млн пассажиров)", а также в специальной номинации «Бизнес-проект 20-летия в гражданской авиации России».

## Динамика пассажиропотока
- в 2024 году — 9,52 млн пассажиров (+1% по сравнению с 2023)[20]
- в 2023 году — 9,4 млн пассажиров (+11% по сравнению с 2022)[21]
- в 2022 году — 8,49 млн пассажиров[22] (- 8 %);
- в 2021 году — 9 млн пассажиров[23] (+ 61 %);
- в 2020 году — 5,6 млн пассажиров[23] (- 42 %)
- в 2019 году — 9,616 млн[24] (+ 7 %);
- в 2018 году — 9,000 млн (+ 12,5 %);
- в 2017 году — 8,000 млн[25] (+ 24 %);
- в 2016 году — 6,467 млн[26] (+ 19 %);
- в 2015 году — 5,445 млн[27] (+ 7 %);
- в 2014 году — 5,160 млн[28] (+ 17 %);
- в 2013 году — 4,419 млн[29] (+ 25 %);
- в 2012 году — 3,525 млн[30] (+ 40 %);
- в 2011 году — 2,513 млн[31] (+ 40 %);
- в 2010 году — 1,792 млн[31] (+ 12 %);
- в 2009 году — 1,497 млн (+ 3 %);
- в 2008 году — 1,450 млн (+ 19 %);
- в 2007 году — 1,217 млн.

## Маршрутная сеть
Авиакомпания выполняет регулярные и чартерные рейсы из более чем 25 аэропортов России, а также нескольких десятков аэропортов ближнего и дальнего зарубежья. Наибольшее число рейсов выполняется из аэропортов «Домодедово» (50 направлений), «Кольцово» (более 45 направлений), «Пулково» (более 30 направлений), «Шереметьево» (3 направления). «Уральские авиалинии» осуществляют полёты на условиях пятой свободы воздушного пространства (в частности, из России в Бангкок через аэропорты Китая).
C 25 марта 2018 года «Уральские авиалинии» начали выполнять новые региональные рейсы из Международного аэропорта Шереметьево в Екатеринбург, Симферополь и Сочи. Полёты выполняются на лайнерах Airbus A320. Шереметьевские рейсы дополнят имеющиеся вылеты из Екатеринбурга в аэропорт Домодедово. В настоящий момент «Уральские авиалинии» — единственная авиакомпания Уральского региона, которая может предложить пассажирам выбор вылета сразу в два аэропорта столицы. Кроме того, пассажиры могут воспользоваться «Московским абонементом», который позволяет выбирать необходимое количество поездок, использовать открытые даты перелёта и приобретать билеты со скидкой до 50 %. При этом в одном абонементе можно комбинировать аэропорты прилёта и выбирать аэропорт «Домодедово» или аэропорт «Шереметьево».
Запуск нового маршрута из Москвы в Париж был сопряжён со скандалом. Первый рейс из аэропорта «Жуковский» 28 апреля 2019 года проводился с промежуточной посадкой в Калуге, что удлинило полёт на несколько часов, часть пассажиров опоздали на пересадочные рейсы и пообещали подать в суд на компанию, обвинив её в мошенничестве. Представитель авиакомпании заявил, что разрешение от Росавиации на выполнение полётов по этому направлению было получено в ещё ноябре 2018 года, однако французские авиационные власти отнесли «Жуковский» к аэропортам Москвы, в связи с чем отказались выдавать разрешение на такие полёты. Россия относит «Жуковский» к региональным аэропортам, что даёт право не ограничивать количество перевозчиков на международных рейсах. Такое ограничение действует во всех остальных московских аэропортах — в виде требования одинакового количества рейсов для российских и иностранных авиакомпаний. С 26 октября 2020 года авиакомпания запускает рейсы из аэропорта Внуково в Симферополь, тем самым, будет единственной авиакомпанией, которая будет выполнять регулярные рейсы со всех аэропортов Московского аэроузла.

## Санкции
24 июня 2024 года, на фоне российского вторжения на Украину, компания включена в санкционные списки Европейского союза:

С начала агрессивной войны России против Украины «Уральские авиалинии» оказывали материально-техническую поддержку, в частности перевозили военнослужащих в зону боевых действий на этапе мобилизации. В этом качестве «Уральские авиалинии» также установили особую схему продажи билетов с Министерством обороны России.— «Официальный журнал Европейского союза», Брюссель, 24 июня 2024 года

## Флот

### Текущий парк воздушных судов

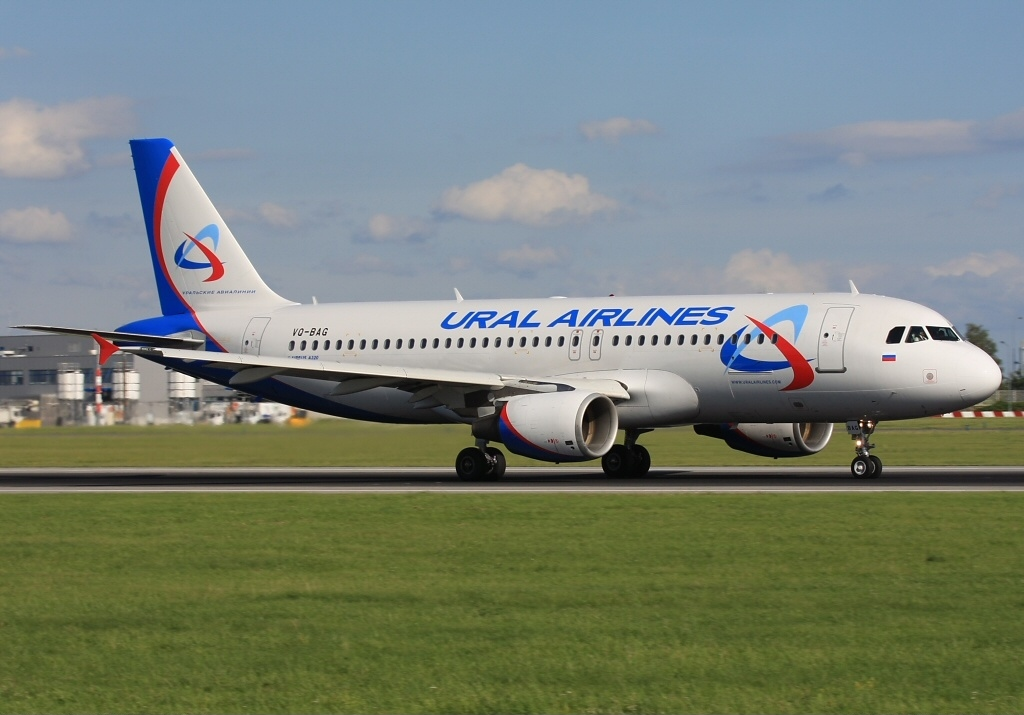
Airbus A320 Уральских авиалиний в аэропорту Праги

По состоянию на декабрь 2021 года размер флота ОАО «Авиакомпания „Уральские авиалинии“» составляет 52 самолёта:
В ноябре 2019 года на территории завода в Рентоне был замечен первый Boeing 737МАХ. Поставка ожидается в конце 2020 года. Все воздушные суда будут эксплуатироваться на условиях лизинга как только FAA одобрит сертификацию и разрешит эксплуатацию самолета. Руководство авиакомпании заявляло о планах взять в лизинг широкофюзеляжные самолёты типа A330, однако окончательное решение относительно сроков поставок так не было принято. 26 октября 2020 года авиакомпания получила пятидесятый самолет, что является очень знаменательным событием. Борт VP-BVF является А321 с двигателями IAE V2500.

### Ранее эксплуатировавшиеся самолёты

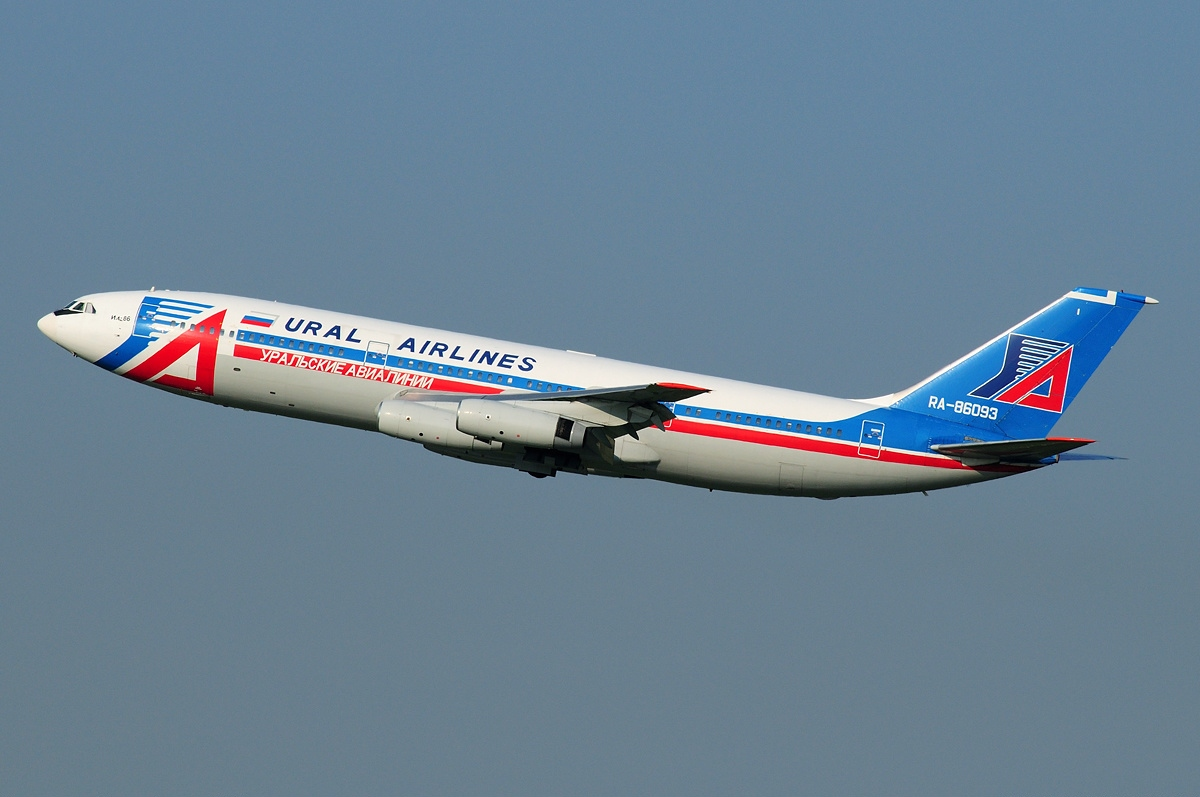
Ил-86 Уральских авиалиний, 2008 год

Ранее флот Уральских авиалиний составляли в основном суда советского производства:

## Происшествия
- Пожар в аэропорту Братск (1992). 19 июня 1992 года самолёт Ту-154Б-1 c бортовым номером СССР-85282 следовавший рейсом 2889 (с позывным 85282) из Екатеринбурга во Владивосток с промежуточной посадке в Братске, из-за ошибок аэродромных служб, сгорел вместе с соседним бортом СССР-85234 Самарского АП, выполняющего рейс 5308 из Владивостока в Самару с промежуточной посадке в Братске. Никто в обоих самолётах не погиб, однако погиб 1 человек на земле.
- Аварийная посадка A321 под Жуковским. 15 августа 2019 года борт VQ-BOZ, следовавший рейсом U6-178 (с позывным Sverdlovsk Air 178) из Москвы (аэропорт Жуковский) в Симферополь, совершил аварийную посадку в кукурузном поле после столкновения с птицами и отказа обоих двигателей. Никто из пассажиров и членов экипажа серьёзно не пострадал. Экипаж награждён государственными наградами[41]. Расследование МАК завершилось только в 2022 году из-за ограничительных мер, связанных с пандемией коронавируса. Причина происшествия — столкновение с птицами, повлекшее снижения тяги двигателей, а также оказавшее дезорганизующее влияние на членов экипажа[42][43].
- 28 декабря 2019 года самолёт Airbus A320 (рег. номер VP-BQW), следовавший рейсом U6-2931 (с позывным Sverdlovsk Air 2931) из Екатеринбурга в Симферополь, вернулся в Екатеринбург и совершил аварийную посадку после 3,5-часового полёта в зоне ожидания для выработки топлива. После взлёта пассажирам было объявлено, что у самолёта возникли проблемы с индикацией скорости. Никто из пассажиров и членов экипажа не пострадал[44].
- Авария A320 под Новосибирском. 12 сентября 2023 года борт RA-73805, выполнявший рейс U6-1383 (с позывным Sverdlovsk Air 1383) по маршруту Сочи — Омск совершил экстренную посадку в поле. Никто не пострадал.